# Espezel
Espezel – miejscowość i gmina we Francji, w regionie Oksytania, w departamencie Aude.
Według danych na rok 1990 gminę zamieszkiwało 201 osób, a gęstość zaludnienia wynosiła 14 osób/km² (wśród 1545 gmin Langwedocji-Roussillon Espezel plasuje się na 708. miejscu pod względem liczby ludności, natomiast pod względem powierzchni na miejscu 554.).